# Pistrino
Pistrino (Pištrìno in dialetto altotiberino) è una frazione di 1.460 abitanti del comune di Citerna (PG).
Il paese si trova sulla pianura dell'alta Valtiberina, ad un'altitudine di 295 m s.l.m.; abitato da 1.460 persone (dati Istat, 2001), è il centro più popoloso del territorio di Citerna, che si trova a circa 5 km. Nei suoi pressi scorre il torrente Sovara, che poi sfocia nel Tevere.

## Storia
Il termine pistrinum denota in latino il "molino": forse è stata proprio la presenza di un mulino a dare il nome al paese, al tempo delle prime abitazioni di epoca romana (monete ed altri oggetti sono stati ritrovati nella zona vicino a Santa Fista).
La chiesa di San Florido di Città di Castello possedeva in questi luoghi, già dal XII secolo, la chiesa di S. Stefano, mentre i benedettini di Farneta di Valdichiana possedevano quella di S. Andrea (chiamata in seguito S. Maria), come scritto da Adriano IV nel 1155 e da Clemente II nel 1188. Il vescovo di Città di Castello venne definitivamente in possesso di questi edifici nel XIII secolo.
Nel 1643 avvenne qui la battaglia tra i fiorentini ed i tifernati, nell'ambito della cosiddetta "Guerra di Castro", e pose fine alla diatriba tra i due paesi confinanti.

### Calcio
La squadra di calcio del paese è la Polisportiva Dilettantistica Artiglio Pistrino che milita nel girone A umbro di Prima Categoria.
È nata nel 2013 dalla fusione della squadra Polisportiva Dilettantistica Pistrino 1972 e Società Dilettantistica Artiglio Fighille, in seguito al fallimento della società. Nella storia del calcio pistrinese si ricorda lo storico nome "canarini" dovuto al colore giallo della maglia da gioco. I colori della Polisportiva Dilettantistica Pistrino 1972 erano il giallo-blu, i colori storici del paese di Pistrino, mentre i colori della attuale Polisportiva Dilettantistica Artiglio Pistrino sono l'azzurro e il blu, mix di colori dei paesi di Fighille e Pistrino sotto l'unione calcistica.
La massima serie raggiunta in tutta la storia delle due società di Pistrino fu la Promozione, raggiunta due volte.
Il campo da gioco in cui la squadra pistrinese milita è lo "Stadio Generale Carlo Alberto Dalla Chiesa", formato da una gradinata e da uno dei manti erbosi migliori della seconda categoria umbra.
Precedentemente al fallimento della Società Calcistica Citerna, il Pistrino aveva con essa una grande rivalità che sfociava in derby molto sentiti. 
Ora il derby per eccellenza è con l'Unione Sportiva Sangiustino 1974.
La società pistrinese ebbe il settore giovanile a sé stante fino al 2013, anno della fusione con l'Artiglio Fighille.

## Economia e manifestazioni
Pistrino costituisce l'area maggiormente sviluppata del territorio citernese; tra le aziende di maggior rilievo, si annoverano quelle dedicate alla gastronomia, con un prosciuttificio. Vi si trova, inoltre, una delle sedi del gruppo industriale nazionale Gepafim.
Le due manifestazioni più importanti sono, nel primo fine settimana di maggio, la "Festa dei Fiori e dell'Agricoltura" e, la seconda domenica di settembre, la "Sagra dell'Uva", che ha come caratteristica principale una sfilata di carri allegorici.

## Monumenti e luoghi d'interesse
- Chiesa di S. Stefano (medioevale), ora trasformata in rimessa agricola e parzialmente smantellata.
- Chiesa di S. Maria Assunta (XII secolo), contiene affreschi del XIV-XV secolo. Ora è utilizzata come museo d'arte: ospita le sculture di Bruno Bartoccini, artista moderno pistrinese. Talvolta, però, viene ancora utilizzata per la ritualistica Cristiana, principalmente esequie e riti funebri, quando la chiesa del S. Cuore è inagibile (come nel caso della recente ristrutturazione)
- Chiesa del Sacro Cuore, la parrocchiale, con una facciata moderna.